# Distrito Escolar Independiente de Northside

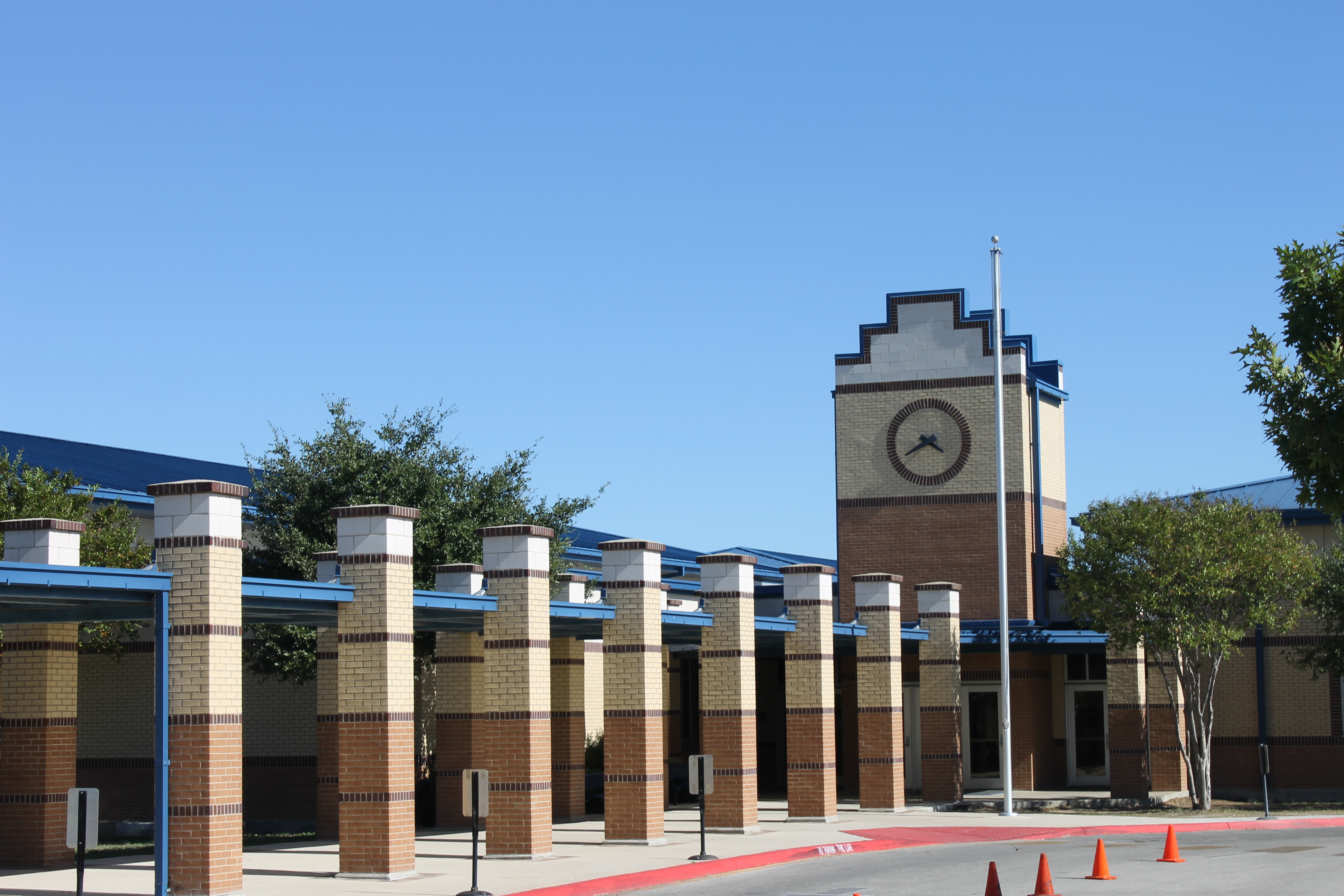
Tomó la foto de Thomas L. Hatchett, Sr., Escuela Primaria en San Antonio, TX

El Distrito Escolar Independiente de Northside (Northside Independent School District) es un distrito escolar en Texas. Tiene su sede en Leon Valley. Gestiona 109 escuelas, incluyendo 68 escuelas primarias, 18 escuelas medias, y 15 escuelas preparatorias. El distrito gestiona escuelas en San Antonio, Leon Valley, Helotes, y otras áreas en el Condado de Bexar, el Condado de Bandera y el Condado de Medina.